# GO!GO!GO!/ゴー!ゴー!ゴー!
『GO!GO!GO!/ゴー!ゴー!ゴー!』（原題：Easy Come, Easy Go）は、1967年に公開されたアメリカ合衆国の映画。エルヴィス・プレスリー主演。
ハル・B・ウォリスが最後にプロデュースしたプレスリー主演作品となった。パラマウント・ピクチャーズ作品。

## キャスト
※括弧内は日本語吹替（初回放送1974年4月27日『土曜映画劇場』）
- テッド・ジャクソン：エルヴィス・プレスリー（津嘉山正種）
- ジョー・サイミントン：ドディー・マーシャル
- ディナ・ビショップ：パット・プリースト
- ジャッド・ウィットマン：パット・ハリントン・Jr.
- ギル・キャリー：スキップ・ウォード
- ネヘリーナ夫人：エルザ・ランチェスター
- 酔っぱらい：ミッキー・ルーニー